# سعید آرمات
سعید آرمات (زادهٔ ۱۳۵۲ در بندرعباس) شاعر معاصر ایرانی است. او دارای مدرک کارشناسی ارشد زبان و ادبیات فارسی بوده و در حوزهٔ آموزش ادبیات، برگزاری جلسات نقد شعر و مشارکت در محافل ادبی فعالیت دارد. و همچنین به عنوان یکی از شاعران جریان شعر فارسی دهه هفتاد شناخته می‌شود.

## زندگی
سعید آرمات در سال ۱۳۵۲ خورشیدی در بندرعباس متولد شد. او کارشناسی ارشد زبان و ادبیات فارسی دارد و به عنوان دبیر ادبیات و منتقد ادبی فعالیت کرده است.

## آثار
تا کنون چهار مجموعه‌شعر از او منتشر شده‌است:
1. بر خاک مشتی پرنده و صدا – نشر چی‌چی‌کا / دارینوش، ۱۳۷۵.[۴]
2. صندلی خالی؛ جای کدام سفر است؟ – نشر نیم‌نگاه، ۱۳۸۰.[۵]
3. بوسه بر نخاع مخاطب – انتشارات تاو (سوئد)، ۱۳۸۷.[۶]
4. ماراتن در بالکن – نشر نیماژ، ۱۳۹۴.[۷]

## فعالیت‌ها
- آثار آرمات در نشست‌هایی همچون هشتاد و چهارمین نشست کانون ادبیات ایران بررسی و نقد شده‌اند. در این نشست، سید احمد نادمی عنوان کرد: «حرکت آگاهانه آرمات به‌سوی شعر آزاد، ما را در انتظار اتفاقات جدیدی در رسیدن او به زبانی تازه و باطراوت‌تر می‌گذارد.»
- در گفت‌وگویی با ایسنا، آرمات تأکید کرد که «شعر دههٔ ۸۰ برخلاف شعر دههٔ ۷۰ که از ابتدا شفاف بود، خیلی شفاف نیست و درباره آن به‌راحتی نمی‌شود صحبت کرد» و افزود که مسیرهای عرضه شعر تغییر کرده و کمتر شاعری آثار خود را چاپ می‌کند.
- در یک نشست ادبی (ایرنا)، آرمات درباره بهره‌برداری از زبان‌های مختلف در شعر گفت: «در جریان شعر دهه هفتاد… سعی کردم به اشکال مختلف زبانی، چه زبان بومی خودم، لحن گفتار محاوره‌ای… توجه کرده و آن‌ها را در شعرهایم به‌کار برم.»

## دیدگاه‌ها
سعید آرمات معتقد است که توجه به موضوعاتی چون میراث فرهنگی و ملی، اگرچه در شعر کمتر رایج است، باید به صورت اثرپذیر و درونی‌شده در آثار شاعران حضور داشته باشد.